# Velezia fasciculata
Velezia fasciculata är en nejlikväxtart som beskrevs av Pierre Edmond Boissier. Velezia fasciculata ingår i släktet Velezia och familjen nejlikväxter. Inga underarter finns listade i Catalogue of Life.